# 富士見出版社
富士見出版社（ふじみしゅっぱんしゃ）は、かつて存在した日本の出版社。
書籍の奥付の記載事項によれば東京都千代田区富士見町1の8に存在した。

## 概要
「富士見の育児絵本」「富士見の愛児絵本」「富士見の幼児絵本」といった絵本のシリーズや、横山まさみちの挿絵絵本や漫画、ハミルトン夫人の讃美歌集などを出版していた。